# 蒔田氏
蒔田氏（まいたし）は、武家・華族だった日本の氏族。豊臣秀吉に1万石の小大名に取り立てられ、江戸時代には分知で旗本家に身を落としたが、幕末の高直しで1万石の大名に復帰し、維新後華族の子爵家に列した。

## 歴史
藤原氏と伝わる蒔田維昌が陸奥国蒔田城に居住して蒔田と称したのに始まるという。蒔田広貞が豊臣秀吉と秀頼に仕えて1万石を与えられた。慶長5年（1600年）の関ヶ原の戦いで西軍に属したため戦後没収されたが、後に備中浅尾で1万石が改めて与えられた。
寛永13年（1636年）に定正が弟長広に3000石、ついで寛永18年（1641年）には定行が弟定成に1300石分与したことで、大名の地位を失い、天和2年（1682年）の加増以降は7700石の旗本家として幕末まで続いた。
最後の藩主広孝の代の文久3年（1863年）に江戸市中警備に功があったとして高直しが認められて1万石となり大名に復帰した。幕末期には京都見廻組を取り仕切る見廻役を務め佐幕派として行動したが、王政復古後は尊皇派に転じて政府に恭順し、旧幕勢力の一味だった備中松山藩攻撃に参加。明治2年（1869年）6月24日版籍奉還により浅尾藩知事に任じられ、明治4年（1871年）7月15日の廃藩置県まで藩知事を務めた。
明治2年（1869年）6月17日の行政官達で公家と大名家が統合されて華族制度が誕生すると蒔田家も大名家として華族に列した。明治17年（1884年）7月7日の華族令の施行で華族が五爵制になると、同月8日に旧小藩知事として広孝が子爵に列せられた。その後広孝は浅尾村長を経て総社町長を務めた。
その養子で爵位を継いだ広城は小田原急行鉄道、企業建築興行などの重役を経て貴族院の子爵議員に当選して務めた。広城の代に蒔田子爵家の邸宅は東京市淀橋区西大久保にあった。

## 蒔田邸

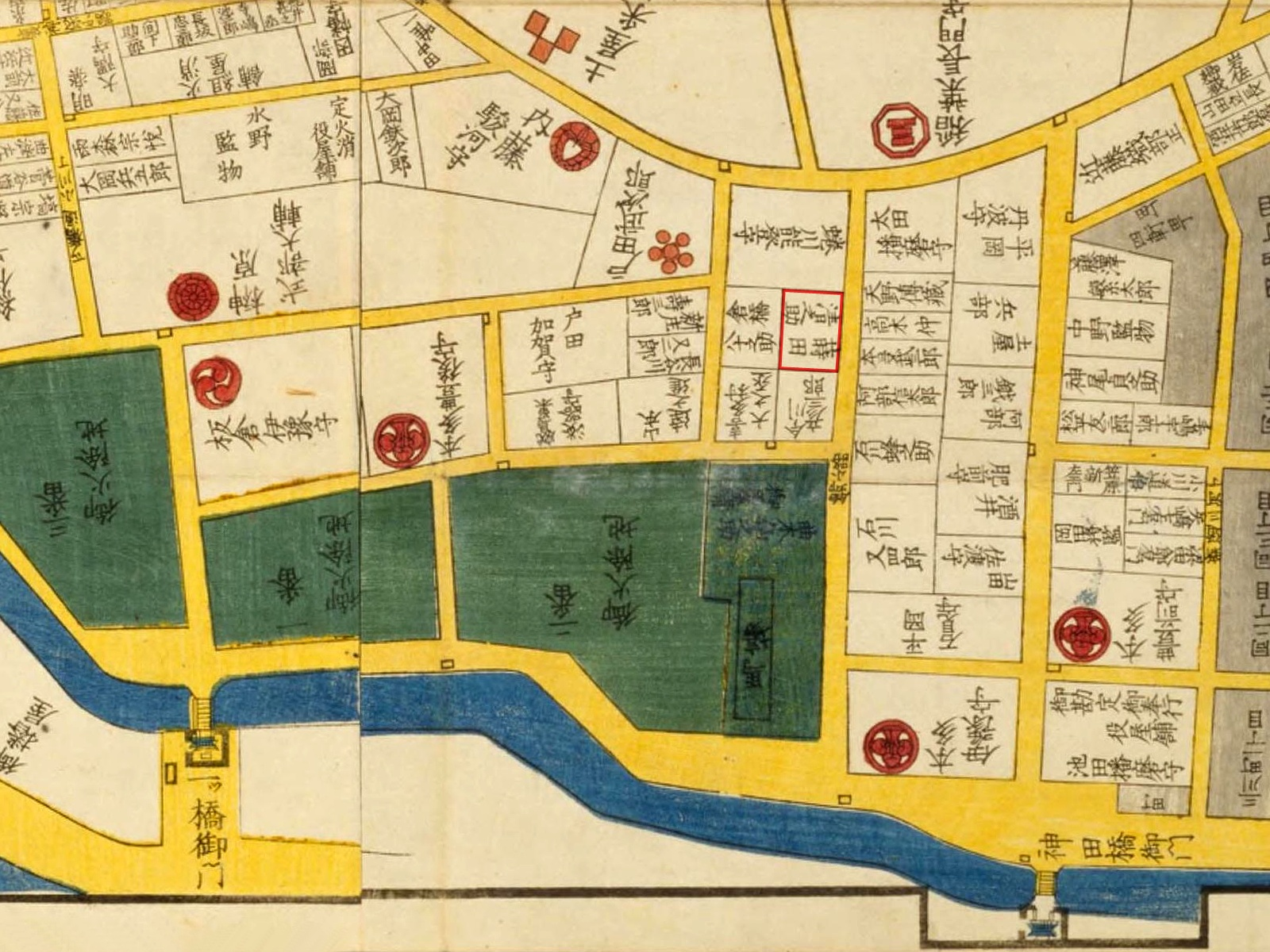
神田錦町2丁目の蒔田邸（赤枠内）

神田錦町2丁目の蒔田氏の屋敷は維新後に山階宮晃親王邸となっていたが、のちに三菱が買収して三菱商業学校（のちに明治義塾と改称）の校地となった。同校が経営不振で廃校となった後は英吉利法律学校（中央大学の前身）、さらに1926年（大正15年）に電機学校（東京電機大学の前身）の校地となった。